# Symmacra genuflexus
Symmacra genuflexus är en fjärilsart som beskrevs av George Francis Hampson 1895. Symmacra genuflexus ingår i släktet Symmacra och familjen mätare. Inga underarter finns listade i Catalogue of Life.